# Симфонический оркестр Би-би-си
Симфонический оркестр Би-Би-Си (англ. BBC Symphony Orchestra) — главный радиоансамбль Британской вещательной корпорации, Би-Би-Си и один из ведущих симфонических оркестров Великобритании. Его основное предназначение — исполнение классической музыки для радиотрансляций и записей.

## История
Впервые на постоянной основе оркестр был образован в 1930 году. Его первым главным дирижёром стал Адриан Боулт, проработавший на этом посту 20 лет. В дальнейшем среди руководителей оркестра были такие выдающиеся дирижёры, как Антал Дорати, Колин Дэвис, Пьер Булез, Геннадий Николаевич Рождественский, Леонард Слаткин. В 2000 году первым Ассоциированным Композитором оркестра был объявлен Марк-Энтони Тёрнедж, а в июне 2003 года Джон Кулидж Адамс стал Ассоциированным художественным руководителем оркестра. Кроме того, с оркестром работали несколько не менее именитых приглашённых дирижёров, в том числе Артуро Тосканини, сделавший с оркестром в Квинс Холле целый ряд коммерческих звукозаписей в период с 1937 по 1939 гг. (выпущены на лейбле His Master's Voice в Великобритании и RCA Victor в США); записи радиотрансляций оркестра под управлением Тосканини перевыпустила EMI. В числе Главных приглашённых дирижёров были Иржи Белоглавек (затем возглавивший оркестр) и Юкка-Пекка Сарасте (2002—2005), в настоящее время эту должность американец Дэвид Робертсон, занявший эту должность в октябре 2005 года и недавно продливший свой контракт до 2011 года.
В сентябре 1939 года, когда началась Вторая мировая война, оркестр был вынужден сократить сезон и эвакуировался в Бристоль, где поначалу ему не находилось применения. По причине своего стратегического статуса как важного порта Бристоль переживал массированные бомбардировки, поэтому в июле 1941 года оркестр был перевезён в Бедфорд. Концерты Би-Би-Си промс сезонов 1940 и 1941 годов были проведены без участия оркестра. 11 мая 1941 года Квинс Холл был разрушен зажигательной бомбой, и последующие концерты Промс были перенесены в королевский Альберт-Холл, а концерты, предназначенные для радиовещания, — в Школу Бедфорд; после начала в 1944 году рейдов Фау-1, оставшиеся трансляции концертов сезона Промс того года были сделаны из здания Зерновой Биржи Бедфорда. Примечательная запись 1944 года Второй Симфонии Сэра Эдуарда Элгара, которой дирижировал Адриан Боулт, позднее была переиздана компанией EMI на компакт-диске.
Оркестр нередко заказывает работы современным композиторам, а по количеству британских премьер ему нет равных. Earth Dances для оркестра Харрисона Бёртуистла, Ритуал памяти Бруно Мадерны Пьера Булеза, а также Покров Пресвятой Богородицы Джона Тавенера — все эти произведения были написаны по заказу Би-Би-Си и впервые исполнены Симфоническим оркестром Би-Би-Си.
Оркестр играет важную роль в Промс, ежегодном сезоне концертов, проводимом в Альберт-Холле. Он играет на первом и на последнем концертах сезона. Последние концерты сезона транслирует в США радиостанция National Public Radio.
Другими профессиональными ансамблями Би-Би-Си являются Филармонический оркестр Би-Би-Си, Уэльский национальный оркестр Би-Би-Си, Шотландский симфонический оркестр BBC, Концертный оркестр Би-Би-Си, Биг-Бэнд Би-Би-Си, а также камерный хор Би-Би-Си Сингерс. Также существуют два любительских хора, Симфонический хор Би-Би-Си и Национальный хор Уэльса Би-Би-Си.

## Главные дирижёры
- Адриан Боулт (1930—1950)
- Малколм Сарджент (1950—1957)
- Рудольф Шварц (1957—1963)
- Антал Дорати (1962—1966)
- Колин Дэвис (1967—1971)
- Пьер Булез (1971—1975)
- Рудольф Кемпе (1976)
- Геннадий Николаевич Рождественский (1978—1981)
- Джон Притчард (1982—1989)
- Эндрю Дэвис (1989—2000)
- Леонард Слаткин (2000—2004)
- Иржи Белоглавек (2006—2012)
- Сакари Орамо (с 2013)